# Paula Maria Canthal
Paula Maria Canthal (* 4. Februar 1907 in Frankfurt am Main; † 11. November 1987 in Wasserburg am Inn) war eine deutsche Architektin und Künstlerin.

## Leben
Paula Maria Canthal, die sich auch Paul Maria Canthal nannte, begann nach der Mittleren Reife in Frankfurt am Main an der Städelschule ein Studium der Malerei, Skulptur und Architektur, das sie ab 1924 an der Kunstgewerbeschule Berlin fortsetzte. Erste Praxiserfahrungen machte sie im Büro des Architekten Alfred Gellhorn. 1927 heiratete sie ihren Kommilitonen Dirk Gascard-Diephold und gründete mit ihm eine Architektengemeinschaft in Berlin. Das Architektenpaar beteiligte sich bis 1932 an vielen Wettbewerben für verschiedene Bauaufgaben. Für fast alle Wettbewerbsbeiträge erhielten sie Preise und Auszeichnungen, alle wurden in der Presse vorgestellt, zum Teil international. Aufträge zur Ausführung dieser Entwürfe erhielten sie jedoch nicht. Nur drei Interimsbauten wurden in Ausstellungen errichtet. Im Nationalsozialismus brach ihre Karriere ab. 1936 ließ sich das Paar scheiden. Paula Maria Canthal schrieb Drehbücher und wurde unter wechselnden Namen in der Reichskulturkammer 1942 als Schriftstellerin, 1943 als Schauspielerin geführt. In Berlin ausgebombt, flüchtete sie 1944 in den Schwarzwald, arbeitete nach dem Zweiten Weltkrieg in einem Architekturbüro in der Schweiz, erkrankte, widmete sich fortan der Malerei und lebte in verschiedenen Orten in Süddeutschland, der Schweiz und Österreich.

## Wettbewerbsentwürfe
- 1927: Neugestaltung der Fassaden Behrenstraße 50–57 in Berlin-Mitte (einer von sechs gleichen Preisen)
- 1927: Wohnlaube für die Berliner Ausstellung „Das Wochenende“ (ein 1. Preis)
- 1927: Kur- und Trinkanlage in Bad Neuenahr (lobende Erwähnung)
- 1928: Bebauungsplan für die „Deutsche Bauausstellung 1930“ (lobende Erwähnung)
- 1928: Altersheim der „Budge-Stiftung“ in Frankfurt am Main (Ankauf)
- 1929: Straßen- und Platzgestaltung am Alexanderplatz in Berlin (3. Preis)
- 1929: Fabrik- und Verwaltungsgebäude der Telefon- und Telegrafenfanrik H. Fuld & Co. in Frankfurt am Main (Ankauf)
- 1930: „Eigenhaus-Wettbewerb“ der Fachzeitschrift Bauwelt (1. Preis in der Gruppe 1, lobende Anerkennung in der Gruppe 3)
- 1931/1932: „Das wachsende Haus“ für die Berliner Sommerschau „Sonne, Luft und Haus für alle“ (2. Preis)
- 1932: „Häuser zu festen Preisen“ für die Berliner „Bauwelt-Musterschau“